# Casa de pe Str. Colonel Nicolae Langa nr. 15 din Iași
Casa de pe Str. Colonel Nicolae Langa nr. 15 din Iași este un monument istoric situat în municipiul Iași, județul Iași. Este situată în Str. Colonel Nicolae Langa nr. 15. Clădirea a fost construită în a doua jumătate a secolului al XIX-lea. Figurează pe noua listă a monumentelor istorice sub codul LMI: IS-II-m-B-03928.